# Lorraine 12E Courlis
Lorraine 12E Courlis — французский поршневой 12-цилиндровый W-образный авиадвигатель жидкостного охлаждения, разработанный в 1922 году компанией Lorraine-Dietrich. После доработок и сертификации серийно выпускался с 1924 года до начала 1930-х. Всего было произведено более 8000 экземпляров, в том числе около 2000 по лицензии.

## История
В 1922 году инженеры Lorraine-Dietrich, возглавляемые Морисом Барбару, представили проект двигателя, основанный на идеях, применённых ранее в британском Napier Lion компании Napier & Son, самом мощном моторе на тот период. Кроме 450-сильного 12-цилиндрового, планировался также выпуск 18-цилиндрового (650 л. с.) и 24-цилиндрового (900 л. с.).
По результатам проводившихся в 1923—1924 годов испытаний, Lorraine 12 Eb оказался лучшим по показателю надёжности. В конце года был одобрен его запуск в серию, после чего от нескольких фирм-авиапроизводителей были получены заказы на почти тысячу экземпляров двигателя. Среди них была Potez, устанавливавшая его на многоцелевом Potez 25. Цена продажи составляла 140000 франков.
Кроме самолётов Potez, Lorraine 12 Eb устанавливались на Breguet 19 и палубный Levasseur PL.4 французской морской авиации.
В течение 1920-х годов, пилоты самолётов с двигателями Lorraine участвовали в дальних перелётах, установили несколько рекордов дальности полёта и скорости, открывали новые воздушные трассы (примечательна в этом плане компания Aéropostale), порой рискуя жизнью, подобно итальянцу Франческо де Пинедо, или французам Нунжессеру и Коли, пропавшим без вести в мае 1927 года во время попытки трансатлантического перелёта.
С начала 1930-х годов продажи Lorraine 12 Eb, как ранее Napier Lion, стали падать из-за невозможности конкурировать с современными более мощными двигателями. Разрабатываемый компанией Lorraine 3200-сильный двигатель оказался неудачным, что дополнительно усугубило имевшиеся у неё финансовые трудности.

## Лицензионный выпуск

### Польша
Польша приобрела 723 экземпляра Lorraine 12Eb и лицензию на его выпуск (который производился на заводах Polskie Zakłady Skodyà в Варшаве). Всего польские ВВС получили 1020 моторов, которые устанавливались на самолёты SPAD 61 C1, Breguet 19 B2, Potez 25 A2/B2, и PWS-10.

### Испания
В Испании лицензионным производством авиадвигателя (для самолётов Breguet 19, выпускавшихся CASA) занималась компания Elizalde A.

### Аргентина
В Аргентине двигатель Lorraine, производимых FMA (Fabrica Militar de Aviones, ныне FAdeA) устанавливался на истребителях Dewoitine D.21, а позже и на танке Nahuel DL-43.

### Япония
В 1924 году по рекомендации Императорского флота компания Nakajima приобрела у Lorraine лицензию и выпускала 12E под наименованием «450-сильный двигатель Лорен» (яп. ローレン四五〇馬力発動機). Около 120 штук было произведено между весной 1927 года и концом 1929 года. Кроме того, его выпуском занимались компания Aichi и Военно-морской арсенал Хиро (Куре, префектура Хиросима).
В конце Второй мировой войны ВМФ планировал массовое производство торпедных катеров, для которых требовались мощные двигатели с водяным охлаждением; по некоторым сведениям, этот двигатель также устанавливался на торпедные катера типа Оцу (乙型魚雷艇)

## Конструктивные особенности
Цилиндры установлены тремя отдельными блоками под углом 60°. Подача топлива обеспечивается двумя двухкамерными карбюраторами типа Zénith. Зажигание осуществляется двумя магнето. Порядок работы цилиндров 1-5-9-3-7-11-4-8-12-2-6-10, (цилиндр 1 — самым дальний в левом ряду (от пилота), в среднем ряду — 5-й и в правом ряду — 9-й). Насыщенность горючей смеси регулируется пилотом вручную.

## Модификации
12E
12Eb
12Ebr
12Ed
12Edr
12Ee
12EwСтандартный мотор Eb с дополнительно установленным нагнетателем.
Elizalde AДвигатель 12E, выпускавшийся по лицензии испанской компанией Elizalde S.A.

## Применение

### Самолёты
- Bernard SIMB V.1
- Blériot-SPAD S.61/2
- Blériot-SPAD S.86
- Breguet 19
- Canete Pirata
- Caudron C.17
- Dewoitine D.12
- Dewoitine D.25
- FMA AeT.1
- Gourdou-Leseurre GL.33
- Levasseur PL.4
- Levasseur PL.5
- Levasseur PL.8
- Lioré et Olivier LeO H-134
- Nieuport-Delage NiD 44
- Potez 24
- Potez 25
- Potez 26
- PWS-10
- Rohrbach Ro IIIa Rodra
- SET 2
- Villiers II
- Villiers XXIV
- Wibault 73
- Hiro H1H
- Yokosuka E1Y

### Прочее
- танк Nahuel DL-43 (Аргентина, 1944).

## Сохранившиеся экземпляры
Во Франции двигатели Lorrain 12E находятся в экспозициях двух парижских городков науки и индустрии и в Историческом музее морской авиации (Бискаросс). Ещё один двигатель выставлен в Музее польской авиации в Кракове.